# Revista Adusp
A Revista Adusp é um veículo de mídia da Associação dos Docentes da USP (Universidade de São Paulo), entidade de classe de representação dos professores universitários dessa instituição de ensino superior.

## Prêmios
Prêmio Vladimir Herzog
Menção Honrosa do Prêmio Vladimir Herzog por Revista
| Ano  | Obra                                            | Veículo de mídia                               | Autor | Resultado |
| ---- | ----------------------------------------------- | ---------------------------------------------- | --- | --------- |
| 2013 | "Subsídios para uma Comissão da Verdade da USP" | Revista Adusp – Associação dos Docentes da USP | Pedro Pomar e equipe: Beatriz Vicentini; Camila Rodrigues da Silva; Daniel Garcia Ruiz; Luana Laux; Luís Ricardo Câmara; Luiza Sansão; Mariana Queen Nwabasili; Rogério Ferro; Rogério Yamamoto. | Venceu    |